# Йована Марович
Йована Марович (на черногорски: Јована Маровић / Jovana Marović) е черногорска политичка, политоложка и феминистка. Бивша заместник-председателка на гражданското движение „Обединено реформистко действие“. През 2022 г. е била заместник министър-председател по външната политика, европейската интеграция и регионалното сътрудничество и министър по европейските въпроси на Черна гора в правителството на Дритан Абазович.

## Биография
Родена е на 10 октомври 1977 г. в град Котор, СР Черна гора, СФРЮ. Завършва гимназия в Котор. Учи в катедрата по международни и европейски изследвания на Факултета по политически науки на Белградския университет, където получава докторска степен през 2012 г., защитавайки дисертацията си „Структурни проблеми на демокрацията в политическата система на Европейския съюз“.
От 2004 до 2007 г. работи като съветник по въпросите на Европейския съюз в Министерството на външните работи, а от 2007 до 2008 г. – като съветник по международни отношения и европейска интеграция в кабинета на кмета на община Будва.
От 2010 до 2016 г. работи в научно-изследователския център Institute Alternative, първо като старши изследовател, а след това като научен координатор. Координирала е изследователска дейност по няколко проекта, свързани с върховенството на закона, реформата на публичната администрация и антикорупцията. През 2016 г. е специален съветник на министъра на труда и социалната защита, а от 2016 до 2021 г. работи като изпълнителен директор на Politikon Network, аналитичен център в Подгорица.
Преподавала е в различни програми на Регионалното училище по публична администрация (ReSPA) и Европейския фонд за Балканите. Работила е като консултант по проекти на Световната банка, CARE International, програмата SIGMA на Организацията за икономическо сътрудничество и развитие (ОИСР) и Уестминстърската фондация за демокрация. Тя е автор на повече от 50 аналитични материала и практически предложения за политика, включително доклади на „Фрийдъм Хаус“ за Черна гора за 2014, 2015, 2016 и 2020 г. Нейните научни трудове са публикувани в сборници на издателства като Факултета по политически науки на Белградския университет, Routledge и Peter Lang.
От март 2012 до декември 2020 г. е член на работната група за преговори на правителството на Черна гора по глава 23 „Правосъдие и основни права“ от Кодекса на практиките на ЕС в подготовката за присъединяването на Черна гора към Европейския съюз. От януари 2015 до юли 2021 г. е член на Консултативната група за политиката на Балканите в Европа (BiEPAG), съвместна инициатива на Грацкия университет и Европейския фонд за Балканите.
На 28 април 2022 г. е назначена за заместник министър-председател по външната политика, европейската интеграция и регионалното сътрудничество и министър по европейските въпроси на Черна гора в правителството, ръководено от Дритан Абазович. На 20 август 2022 г. Скупщината на Черна гора гласува вот на недоверие към правителството с 50 гласа срещу 1. На 25 ноември 2022 г. Йована Марович подава оставка, като също така тя подава оставка от поста си на заместник-председател на гражданското движение „Обединено реформистко действие“.